# Górakhpur
Górakhpur (hindsky गोरखपुर, urdsky گورکھپور‎) je město v Uttarpradéši, jednom ze svazových států Indie. K roku 2011 v něm žilo přibližně 673 tisíc obyvatel a bylo hlavním městem svého okresu. Je pojmenováno po Górakšovi Náthovi, jednom ze zakladatelů systému jógy zvaného hatha jóga.

## Poloha a doprava
Górakhpur leží na řece Rapti v nížině Teraje v nadmořské výšce pouhých 80 metrů nad mořem. Jeho vzdálenost od hranice s Nepálem je jen zhruba sto kilometrů. Nejbližší větší města jsou přibližně 200 kilometrů jižně ležící Váránasí a přibližně 270 kilometrů západně ležící Lakhnaú, hlavní město Uttarpradéše.
Górakhpur je důležitým dopravním uzlem. Národní silnice 29 z Váránasí k nepálsko-indické hranici se zde kříží s Národní silnicí 28 vedoucí z Lakhnaúu do Biháru.

## Obyvatelstvo
Nejpoužívanějším jazykem je hindština. Zhruba 70 % obyvatel vyznává hinduismus, zhruba 25 % islám. Ve městě jsou rovněž přítomny menšiny vyznavačů buddhismu, džinismu, sikhismu a křesťanství.